# 최범경
최범경(1997년 6월 24일 ~ ) 은 대한민국의 축구 선수이다. 포지션은 미드필더이다.

## 클럽 경력
2018시즌을 앞두고 인천 유나이티드에 입단하면서 프로 커리어를 시작했다.
2022시즌을 앞두고 충남 아산 FC에 입단했다.